# Турска Хрватска
Турска Хрватска je име којим су домаћи и страни писци, картографи и научници  обиљежили подручје сјеверозападне Босне између Уне и Врбаса од почетка 17. века па све до успостављања аустроугарске власти у Босни и Херцеговини.
У османским документима ово се подручје обично назива Серхат (Крајина), а од 1878. године за исто подручје почиње да преовладава назив Босанска крајина, први пут споменут 1719. године под називом бег Мустафа Капетановић — "Командант Босанске крајине".
Овај простор постао је део Босанског ејалета 1580. године, који је успостављен Житвањским миром 1606. године.